# Kašubi
Kašubi (kašupski: Kaszëbi, poljski: Kaszubi, njemački: Kaschuben)  su zapadnoslavenski narod, koji pretežno živi u Poljskoj, na području povijesne pokrajine Pomeranije, čija je nekadašnji teritorij dio današnje Poljske. Smatra se da su Kašubi izravni potomci Pomeranaca, starog slavenskog plemena, koje je nastanjivalo ovo područje. Kašubi su slični Slovincima također potomcima Pomeranaca koji su gotovo nestali.

## Jezik
Govore kašupskim jezikom, koji spada u slavensku grupu indoeuropske porodice jezika. Kašupski jezik klasificiran je kao regionalni jezik. Dok Kašubi za sebe smatraju da su zasebna etnička i jezična skupina.

## Populacija
Po popisu stanovništva 2011. godine, 228.000 ljudi u Poljskoj izjasnilio se da su Kašubi, od čega njih 17.000 da su zasebni, i nisu dio Poljaka ili Nijemaca. Osim u Poljskoj Kašubi živi u Kanadi i Njemačkoj.

## Vanjske poveznice
- (polj.) http://www.zk-p.pl/
- (engl.) (polj.) http://kaszebsko.com/who-we-are-and-what-are-our-objectives.html  Arhivirana inačica izvorne stranice od 20. veljače 2021. (Wayback Machine)
- (engl.) http://www.kashub.com/